# TANGO2
TANGO2 (англ. Transport and golgi organization 2 homolog) – білок, який кодується однойменним геном, розташованим у людей на короткому плечі 22-ї хромосоми. Довжина поліпептидного ланцюга білка становить 276 амінокислот, а молекулярна маса — 30 937.
| 10         |  | 20         |  | 30         |  | 40         |  | 50         |
| ---------- |  | ---------- |  | ---------- |  | ---------- |  | ---------- |
| MCIIFFKFDP |  | RPVSKNAYRL |  | ILAANRDEFY |  | SRPSKLADFW |  | GNNNEILSGL |
| DMEEGKEGGT |  | WLGISTRGKL |  | AALTNYLQPQ |  | LDWQARGRGE |  | LVTHFLTTDV |
| DSLSYLKKVS |  | MEGHLYNGFN |  | LIAADLSTAK |  | GDVICYYGNR |  | GEPDPIVLTP |
| GTYGLSNALL |  | ETPWRKLCFG |  | KQLFLEAVER |  | SQALPKDVLI |  | ASLLDVLNNE |
| EAQLPDPAIE |  | DQGGEYVQPM |  | LSKYAAVCVR |  | CPGYGTRTNT |  | IILVDADGHV |
| TFTERSMMDK |  | DLSHWETRTY |  | EFTLQS     |  |            |  |            |

A: Аланін

C: Цистеїн

D: Аспарагінова кислота

E: Глутамінова кислота

F: Фенілаланін

G: Гліцин

H: Гістидин

I: Ізолейцин

K: Лізин

L: Лейцин

M: Метіонін

N: Аспарагін

P: Пролін

Q: Глутамін

R: Аргінін

S: Серин

T: Треонін

V: Валін

W: Триптофан

Задіяний у такому біологічному процесі, як альтернативний сплайсинг. 
Локалізований у апараті гольджі.